# 米歐德拉格·傑西奇
米欧德拉格·杰西奇（發音：[mîodrag jêːʃitɕ]；1958年11月30日—2022年12月8日），塞尔维亚足球領隊及运动员。

## 球员生涯
1974年至1985年间，杰西奇效力于游击队足球俱乐部，共参与了342场比赛，踢进81球。
1985年到1989年间，杰西奇代表阿勒泰体育会参加了136场比赛，共踢进29球。1989至1990年间，杰西奇效力于特拉布宗体育，共参与37场比赛，踢进9球。
1990年，特拉布宗体育和費倫巴治體育會之间举行联赛，比赛中费伦巴治队土耳其球员里德万·迪尔门身受重伤，费伦巴治球迷普遍认为是由杰西奇造成，因此杰西奇在费伦巴治球迷之间极其不受欢迎。迪尔门后来总共接受了16次手术，仍无法完全康复，最终不得不在1995年从费伦巴治退休，而杰西奇在这次比赛之后则不断接到土耳其超级联赛的赛事邀请。杰西奇的对手称他还弄伤了许多其他土耳其球员，并给他起了一个名为“Kasap Yeşiç（屠夫杰西奇）”的绰号。
杰西奇还曾效力于南斯拉夫国家足球队，参与了8场比赛以及踢进2球。

## 教练生涯
1994年，杰西奇开始担任奥比利奇俱乐部主教練，不久后他从南斯拉夫国家足球队二级联赛球队主教練升为顶级联赛球队主教練，陆续接手了包括OFK貝爾格萊德及游击队足球俱乐部在内的几个其他塞尔维亚球队，其中游击队在他的带领下曾取得单个赛季内踢进111球的成绩，創下俱樂部新紀錄，此外他还打破了该俱乐部在欧洲冠军联赛资格赛中对战弗洛拉(6–0, 4–1)和里耶卡(3–1, 3–0)的胜场纪录。
2000—01赛季，杰西奇带领突尼斯球队斯法克西恩在阿拉伯球會冠軍盃中夺冠。2002年，杰西奇在为土耳其球队阿勒泰担任教练一段时间后搬到保加利亚，先后担任索菲亞斯拉維亞足球俱樂部及伊朗佩加足球俱乐部经理，其后又转为担任索菲亞中央陸軍足球俱樂部经理。在杰西奇的带领下，索菲亚中央陆军取得保加利亞足球甲級聯賽冠军，并首次在欧洲冠军联赛资格赛中击败利物浦，其后又将勒沃库森足球俱乐部从欧足联欧洲联赛中淘汰。在一份由保加利亚体育界报纸发布的2005—05赛季教练排名中，杰西奇位列第一。
2006年5月，杰西奇第二次担任游击队足球俱乐部教练，但俱乐部在该赛季前半段表现并不理想，杰西奇于2007年1月离开俱乐部。自2007年9月起，他开始担任利特克斯足球俱乐部教练排，并帶領俱樂部于保加利亚杯中夺冠。
2008年6月，杰西奇与刚刚加入羅馬尼亞足球甲級聯賽的奥托佩尼足球俱乐部签署合同，但因為球队在他的带领下数次落败，他于2008年8月18日被俱樂部解雇。
2008年11月，杰西奇与黑山足球甲級聯賽俱乐部布杜克諾斯特签署合同，为期一年。
2009年7月，杰西奇与利比亚甲级联赛俱乐部的黎波里伊蒂哈德签署了一份为期一年的合同，並帶領俱樂部在2009年11月22日的利比亚超级杯中以3–2的比分击败特萨那俱乐部(英語：Tarsana)，夺得冠军。
2010年6月16日，杰西奇取代郝伟，成为长沙金德足球俱乐部新任主教练。
2011年6月19日，杰西奇取代哈米德·德拉赫尚，担任Shahrdari Tabriz俱乐部主教练，但后来在2011年12月24日被俱乐部解雇。
2012年6月24日，杰西奇就任沙特职业足球联赛奈季兰队主教练。2013年1月7日，杰西奇被重新任命为索菲亞中央陸軍主教练，以取代斯托伊乔·姆拉德诺夫，但球队于不久后的3月17日将他免职，引发公众惊讶，此前他只带领球队参加了两场比赛，其中还有一场获得冠军。
2013年年底，杰西奇以微弱劣势在温哥华白浪足球会主教练职位竞选中落败。
2014年3月31日，杰西奇就任利特克斯足球俱乐部主教练，并由达科·奥布拉多维奇担任助理教练。
2017年6月14日，杰西奇就任伊蒂法克足球俱乐部主教练，其后在12月10日被解雇。
2019年8月31日，埃及体育俱乐部伊斯梅利任命杰西奇为新任主教练，以继承前任主教练穆罕默德·加贝尔。
2022年7月7日，沙特甲级联赛斯霍拉足球俱乐部将杰西奇任命为主教练，在帶領球隊參與五場賽事後，傑西奇在11月29日被免职。

## 个人生活
杰西奇的妻子名叫伊琳娜，两人有一个名叫塔拉的女儿，另一个女儿耶莱娜则于2001年在一场交通事故中丧生，年仅19岁。
2022年12月8日，杰西奇在鲁马附近因车祸逝世。